# 暁月あきら
暁月 あきら（あかつき あきら、8月18日 - ）は、日本の漫画家。

## 略歴
- 2003年：「Z-XLダイ」でデビュー。
- 2007年：「神力契約者M&Y」で初連載。
- 2009年：原作に西尾維新を迎え、作画担当として「めだかボックス」を連載。同作は2012年にテレビアニメ化された。

## 作品リスト

### 漫画

#### 連載
- 神力契約者M&Y（『週刊少年ジャンプ』2007年2 - 13号、全2巻）
- めだかボックス（『週刊少年ジャンプ』2009年24号 - 2013年22・23合併号、全22巻） - 作画担当。原作：西尾維新。
- ルガーコード1951（『少年ジャンプ+』2015年12月28日 - 2016年2月29日） - 作画担当。原作：羽木遼人。
- 症年症女（『ジャンプスクエア』2016年2月号 - 2017年5月号、全3巻） - 作画担当。原作：西尾維新。
- 十二大戦（『少年ジャンプ＋』2017年9月23日 - 2018年5月12日、全4巻） - 作画担当。原作：西尾維新。
- BOXER's BLAST（『ジャンプスクエア』2018年12月号 - 2019年10月号、全3巻） - 作画担当。原作：酒井敦朗。
- 秘密のミヅキ先生（『ドラドラしゃーぷ＃』2023年11月18日 - 12月30日） - 著者のpixivに投稿していた同名作品のプロローグ版
- 運命のナポリタン（仮）（『コミックシーモア』独占先行配信 2024年8月10日[1] - ） - 漫画担当[1]。原作：バイク川崎バイク、望潮魚、粟生深泥、君詩歌実衛内[1]。
- 地雷グリコ（『ヤングアニマル』2024年20号[2] - 、既刊2巻） - 漫画担当[2]。原作：青崎有吾[2]。

#### 読切
- Z-XLダイ（『赤マルジャンプ』2003SUMMER）
- ANGEL AGENT（『ジャンプ the REVOLUTION!』2005年増刊号、『神力契約者M&Y』第1巻に収録）
- 神力契約者M&Y（『週刊少年ジャンプ』2006年17号、『神力契約者M&Y』第2巻に収録）
- LITTLE BRAVE プカテリオス（『赤マルジャンプ』2008SUMMER）
- めだかボックス（『週刊少年ジャンプ』2009年10号、『めだかボックス コンプリートガイドブック めだかブックス』に収録） - 作画担当。原作：西尾維新。
- 図書館救世主倶楽部（『少年ジャンプNEXT!』2014年WINTER）
- 娘入り箱（『週刊少年ジャンプ』2014年49号、単行本『大斬―オオギリ―』に収録、全1冊、2015年4月3日初版発行）[3] - 作画担当。原作：西尾維新。
- たびたびデーモンストレーション（『ジャンプスクエア』2019年12月号） - 作画担当。原作：西尾維新。
- STOP! 海賊版（コンテンツ海外流通促進機構HP、2020年） - 暁月のpixivアカウントでも公開されている[4]。
- ヨーコさんは僕に世界征服をさせたがる（『週刊ヤングジャンプ増刊 ヤングジャンプヒロイン3』[5]、2022年）

### 挿絵
- ナイトクラス（原作：城崎火也 ジャンプ ジェイ ブックス）
  1. 少年は月に叛く ISBN 4-08-703167-5
  2. 女王の決断 ISBN 978-4-08-703176-8
  3. 学園崩壊 ISBN 978-4-08-703185-0
- 魔滅のトーコ（原作：畑中りんご ジャンプ ジェイ ブックス）
  1. ISBN 978-4-08-703318-2
  2. ISBN 978-4-08-703334-2
  3. ISBN 978-4-08-703349-6

### その他
- 「ジョジョ」連載25周年紀念 特別寄稿（2012年）

## 師匠
- 星野桂[6]

## アシスタント
- 竹内良輔[7]